# Uropode

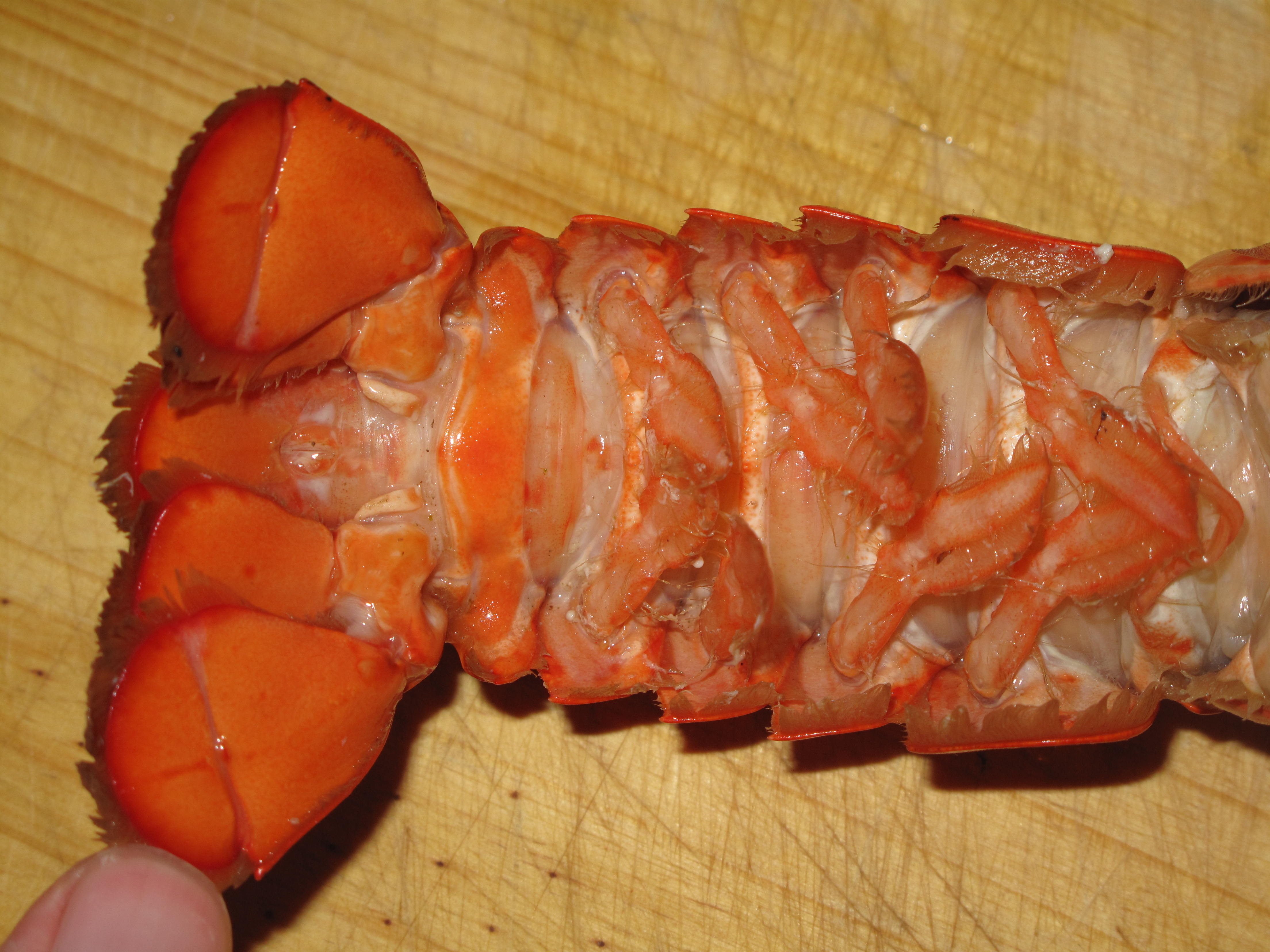
Unterseite eines Hummers, der Finger links unten im Bild berührt den Exopodit eines Uropoden.

Als Uropoden wird das letzte Pleopodenpaar der Höheren Krebse (Malostraca, Eumalostraca) bezeichnet, da es sich im Bau von den anderen unterscheidet. 
Ein Uropode ist eine Gliedmaße des sechsten abdominalen Segments und meist zweigliedrig, also als Spaltbein in Exo- und Endopodit gegliedert. Der etwas größere Exopodit kann durch eine Diaeresis, eine quer verlaufende Naht bzw. Furche, geteilt sein. Uropoden haben bei den meisten Gruppen eine plattenartige, flache Form. Werden sie aufgefächert, stellen sie mit dem Telson den Schwanzfächer dar. Dieser kann bei Gefahr durch ventrale, kräftige Schläge des Pleons nach vorne bewegt werden, so dass der Krebs schlagartig nach hinten gestoßen wird und schnell fliehen kann. Einige Gruppen der Höheren Krebse, so zum Beispiel die meisten Peracarida, die Bathynellacea und die Cumacea, besitzen stattdessen eher stabförmige Uropoden.
Bei Einsiedlerkrebsen dienen Uropoden als Halteorgane, bei fast allen Krabben sowie einigen Lithodidae sind die Uropoden zurückgebildet.